# Дорога любви

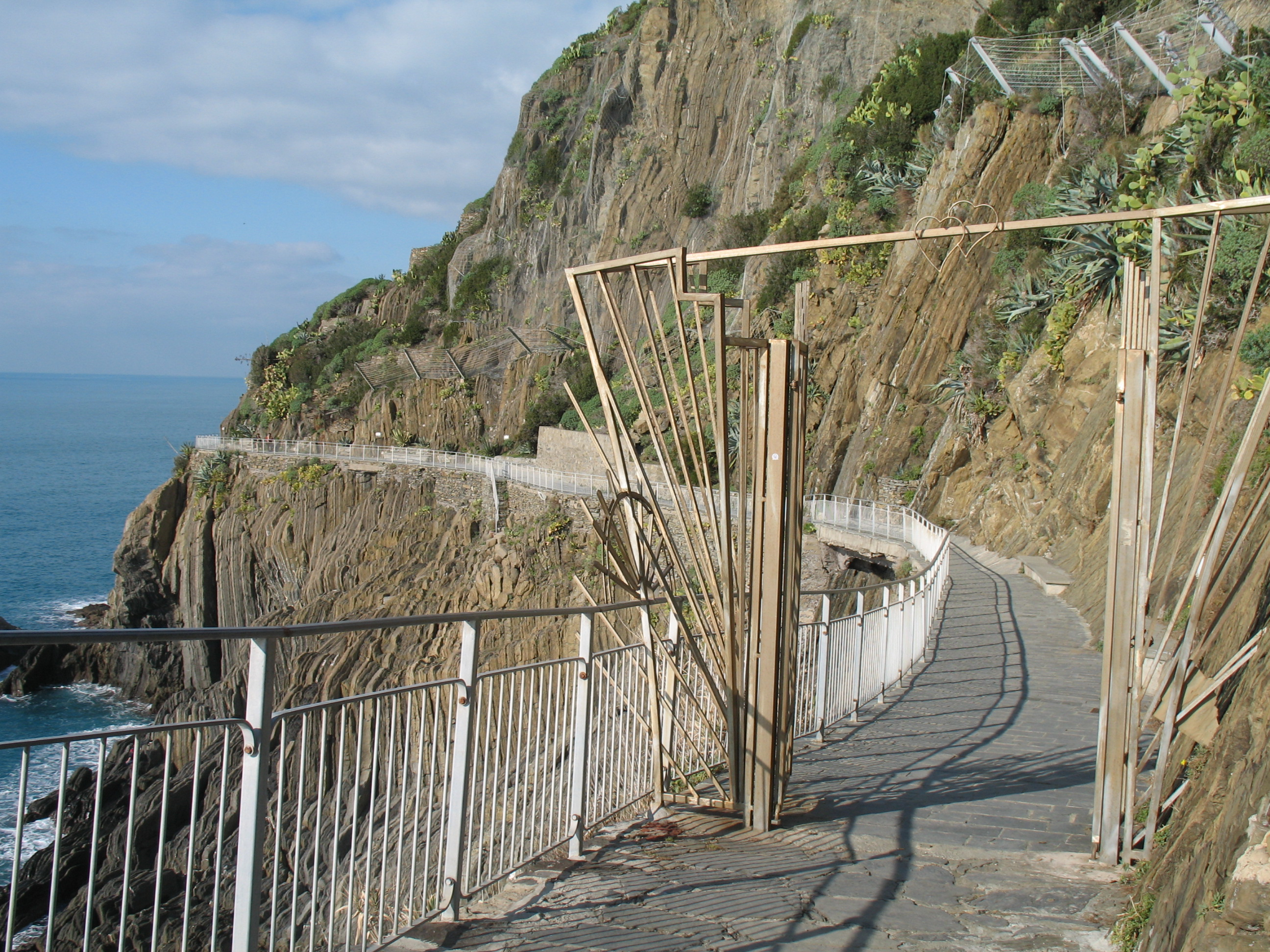

Дорога любви (Виа-дель-Аморе, итал. Via dell'Amore) — пешеходная дорожка в Чинкве-Терре, соединяет Манаролу и Риомаджоре.
Длина дороги, проложенной над скалистым обрывом вдоль моря — чуть более километра. С высоты дороги открываются живописные виды на Лигурийское море, небольшая часть пути проходит через тоннель, стены которого покрыты граффити. Проложена дорога была в середине 1920-х гг. В 1990-х дорога из-за опасности оползней и обвала камней была некоторое время закрыта. В настоящее время в туристический сезон за вход взимается небольшая плата, вырученные средства идут на поддержание дороги.
В сентябре 2012 года произошел обвал холма, пострадало 4 туриста из Австралии (все они живы). По состоянию на 2015 год дорога закрыта из-за опасности обвалов. Этим же летом небольшая часть тропы (200 метров), была открыта.
В 2023 году тропа была частично открыта, а в 2024 году была открыта полностью.

## Галерея

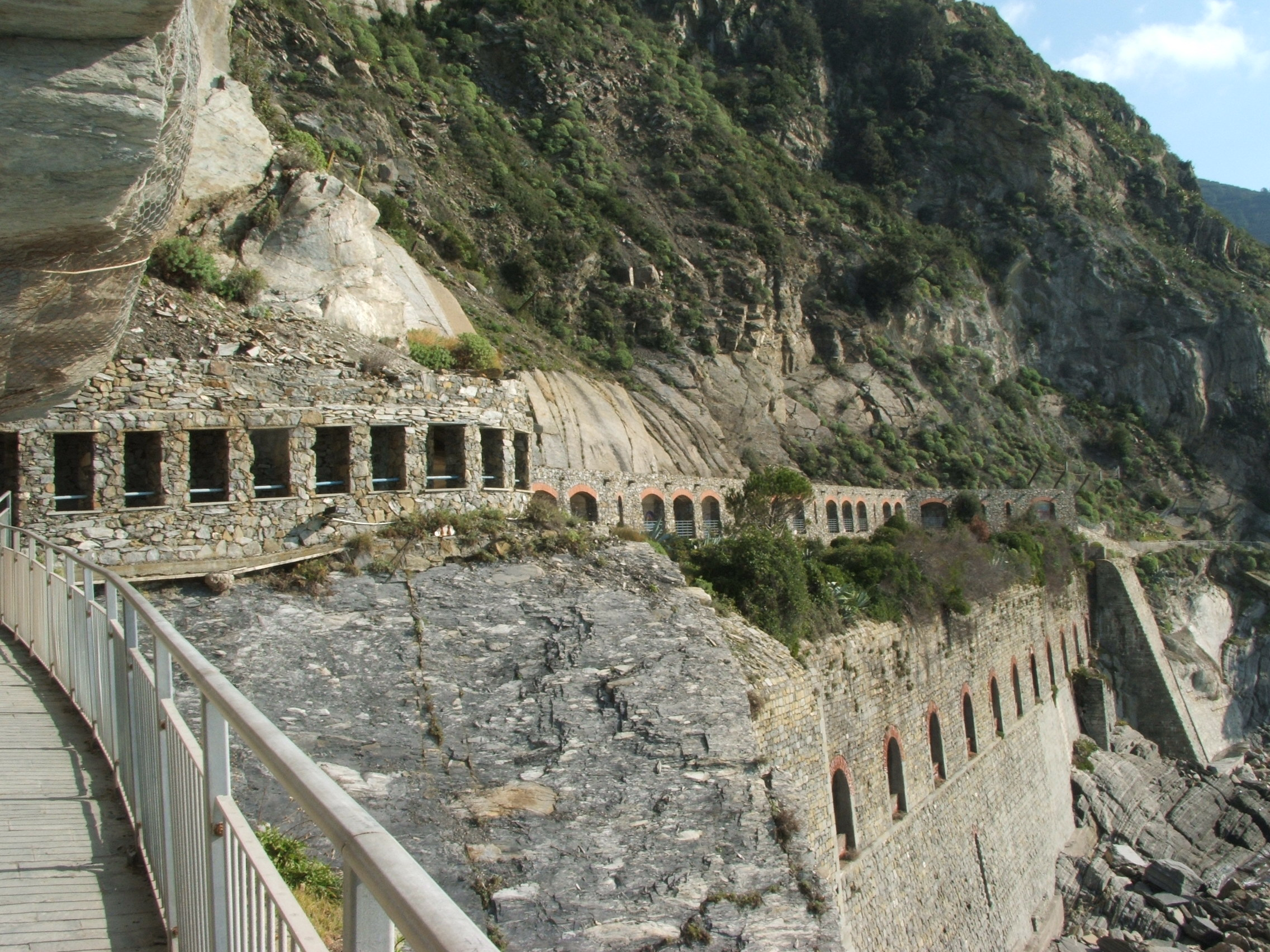
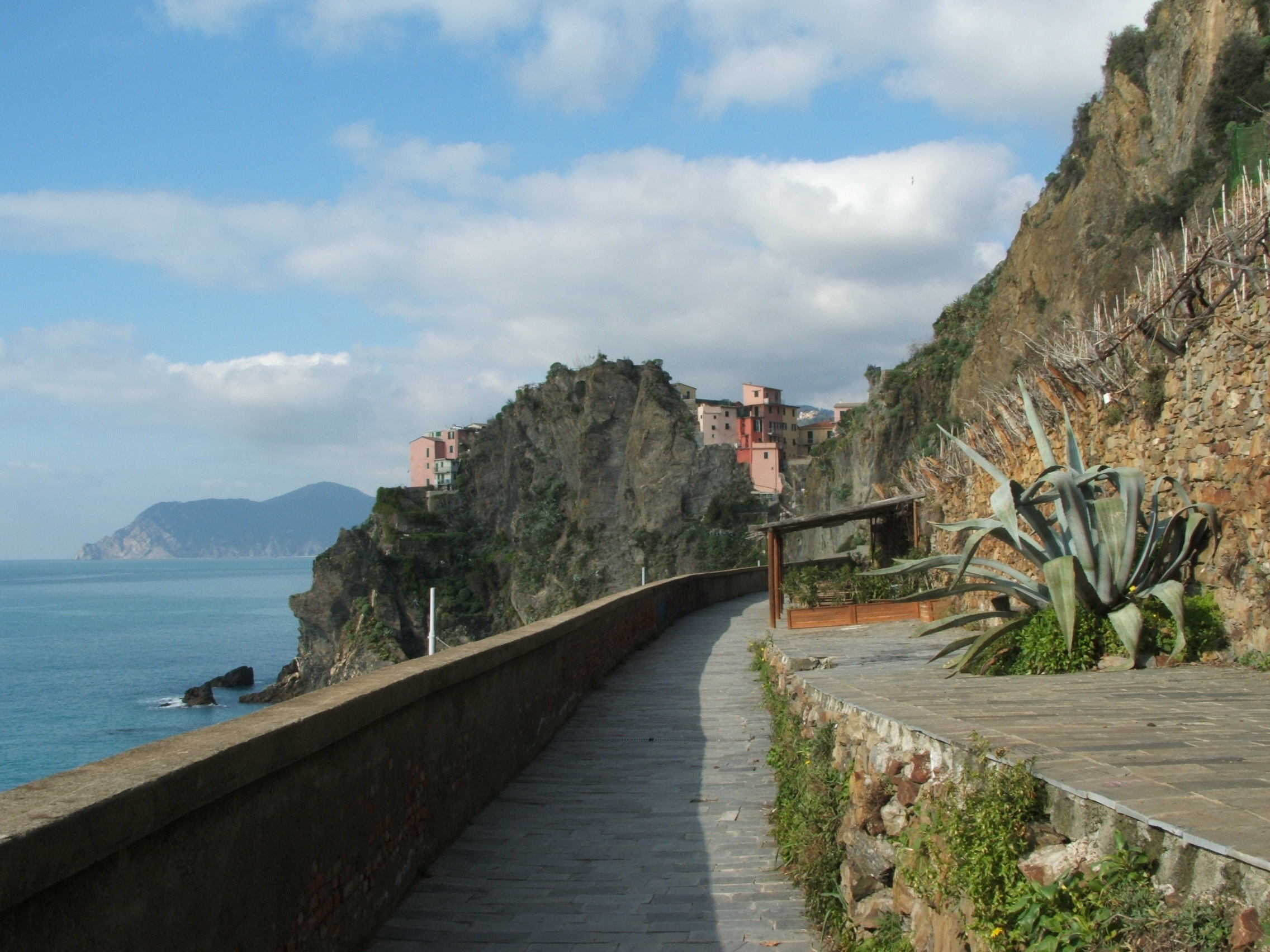
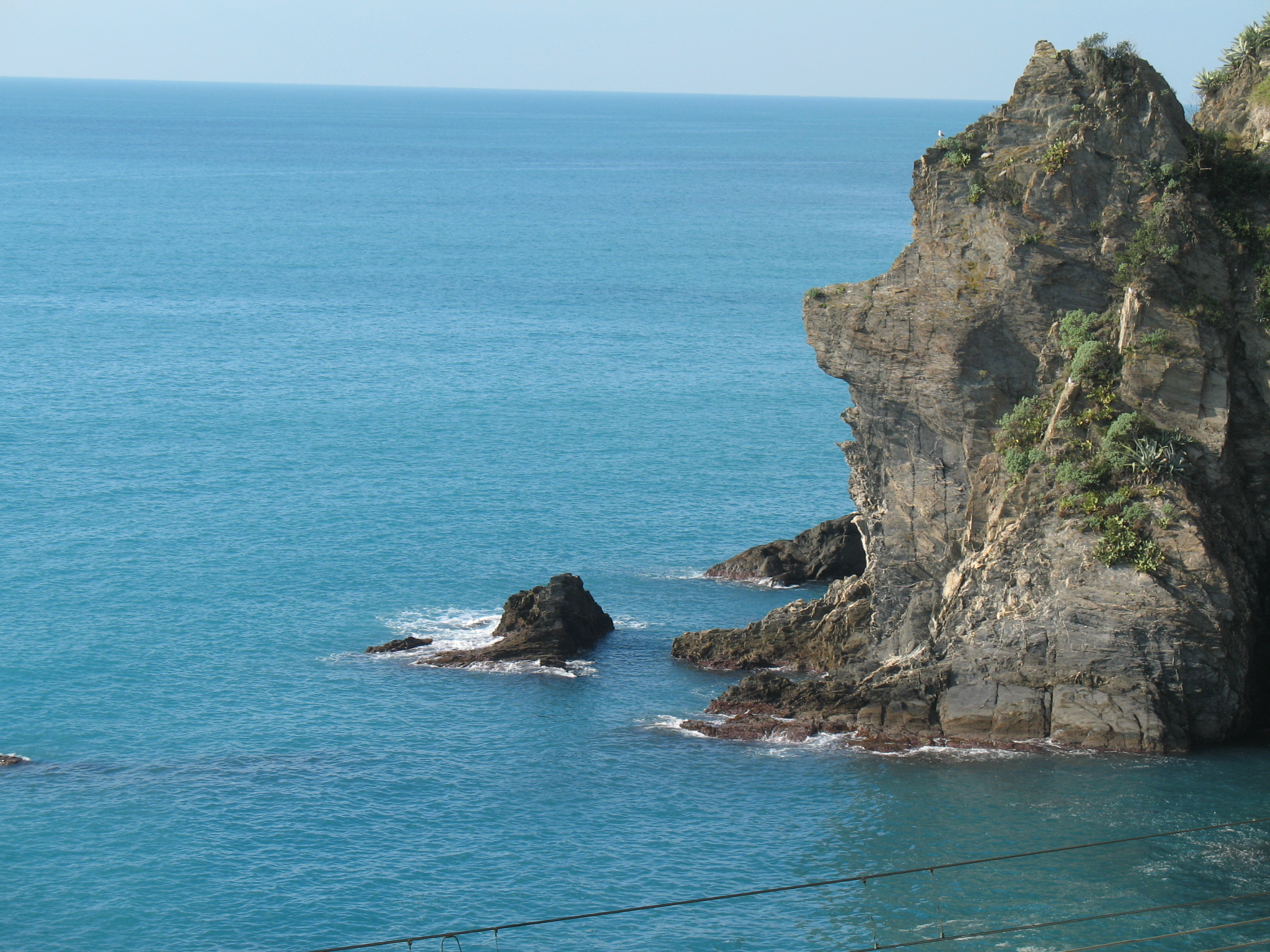
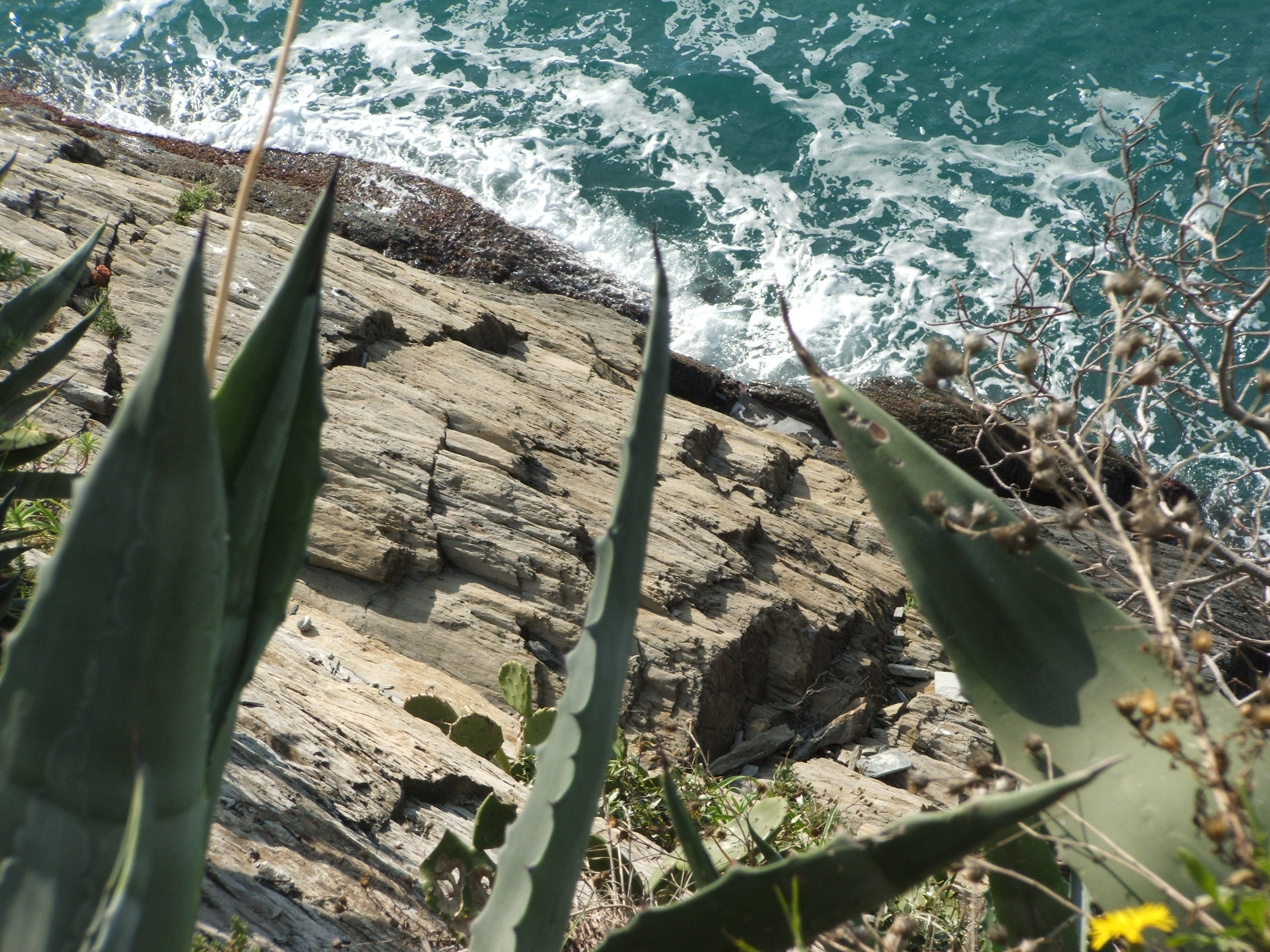